# Земская школа (Варва)
Земская школа — памятник архитектуры местного значения в Варве. Сейчас в здании размещается Варвинский лицей № 1.

## История
Решением исполкома Черниговского областного совета народных депутатов от 28.04.1987 № 119 дому присвоен статус памятник архитектуры местного значения с охранным № 44-Чг под названием Земская школа.

## Описание
В период 1912-1914 годы по проектам А. Г. Сластиона и лохвицких техников были возведены земские школы в Варве, селах Светличном, Макушихе (Земская школа), Озерянах (Земская школа), Остаповке, Брагинцах, Гнединцах которые соединили последние приобретения рационализма, в частности трансформацию классов благодаря раздвижным перегородкам, и традиционность элементов во внешнем виде. Только 3 из 7 школ взяты на государственный учёт (памятники архитектуры). Всего было построено 54 школы в Лохвицком уезде — остальные расположены на территории современных Полтавской и Сумской областей. 
Земская школа в Варве была возведена в 1915 году по типичному проекту Трёхклассной (Трёхкомплектной) земской школы, затем перестроена в четырёхклассную. Кирпичный, одноэтажный, Г-образный в плане дом с двумя флигелями (со стороны двора), с скатной крышей. Вход акцентирован 4-колонным портиком, увенчанным треугольным фронтоном. Планирование смешанное — коридорно-анфиладное. Шестиугольные (в форме трапеции) оконные и дверные проёмы, верх которых уже низа. Построен в украинском народном стиле с элементами присущими модерну. Кирпичный декор фасада создаёт своеобразное оформление — узор в ярко выраженных народных формах. Школа состояла из учебной и жилой зон. Учебная зона включала включала входной тамбур, раздевалку, зону отдыха, классы, комнату учителей, библиотеку и сторожку. Жилая зона охватывала двухкомнатную квартиру учителя с кухней, хижкой и прихожей.
Сейчас в здании размещается Варвинский лицей № 1.